# Sehlem (Eifel)
Pour les articles homonymes, voir Sehlem.
Sehlem est une municipalité allemande située dans le land de Rhénanie-Palatinat et l'arrondissement de Bernkastel-Wittlich.